# Будинок з ірисами
Будинок з ірисами — будівля, розташована на території колишнього особняка Грабаря, що на Лук'янівці. Споруда отримала таку назву через зображені на фасаді півники (іриси). Яскравий зразок київського особняка початку ХХ сторіччя, оформленого в стилі модерн. Використовувався як прибутковий будинок.

## Історія ділянки
Власником ділянки на Великій Дорогожицькій вулиці № 44 (за тодішньою нумерацією) був Микола Степанович Грабар, голова Київського окружного суду, член ради старшин Київського судового зібрання, член Київського губернського лісоохоронного комітету, голова комітету Рубежівської колонії для малолітніх правопорушників. На його замовлення за проектом цивільного інженера Володимира Безсмертного на червоній лінії вулиці звели двоповерховий, на цокольному напівповерсі, Г-подібний у плані будинок і сторожку-двірницьку, а в глибині подвір'я — одноповерховий службовий флігель.
У будинку жив сам Грабар та його син, відомий згодом вчений-візантолог Андрій Миколайович.
Станом на 1918 родина Грабарів у садибі вже не мешкала. А особняк використовували як прибутковий будинок. За звітом Єлизавети Іванівни, дружини Миколи Грабаря, в особняку здавалось п'ять квартир, крамниця з кімнатою і хата у подвір'ї. У квартирі № 1 на першому поверсі, в якій жило сім осіб, було шість кімнат, один передпокій й одна кухня. За здачу квартири в оренду господарі просили 900 рублів на рік. Із семи кімнат квартири № 2 на напівпідвальному поверсі в оренду здавалося чотири, передпокій і кухня. Її знімало дев'ять квартирантів за 816 рублів. П'ятикімнатну квартиру № 3 з передпокоєм і кухнею за 900 рублів орендували вісім осіб. 2100 рублів прибутку мала приносити найкраща хазяйська квартира № 4 з вісьмома кімнатами, кухнею, передпокоєм і двома кімнатами для прислуги на другому поверсі. З них три кімнати здавали постояльникам. В інших приміщеннях цієї квартири розміщалася контора. Трикімнатну квартиру № 5 з передпокоєм і кухнею й одноповерхову крамницю з кімнатою винаймали по 420 рублів за кожну. І, нарешті, хата, в якій мешкало сім квартирантів, здавалась за 108 рублів.
У 1921 більшовики націоналізували садибу. У ній містилися різні установи. У 1921—1934 роках приміщення займав дитячий будинок № 22, у 1922—1925 роках — трудова школа № 61 імені Івана Франка, у 1934—1941 роках — Українське відділення Всесоюзного товариства культурних зв'язків із закордоном, у 1949—1962 роках — Інститут використання газу в комунальному господарстві й промисловості АН УРСР.
У 1921—1932 у будинку жив письменник, вихователь і завідувач сиротинцю і трудової школи Степан Васильченко (1878—1932).
У 1930-х садибу перепланували.
У 2010-х будівлі садиби перебували у занедбаному стані.

## Архітектура
На території садиби були розташовані будинок із флігелем і господарське подвір'я. За ними — сад. З боку вулиці розпланували газон із ґратчастим огородженням. Поряд із брамою звели двірницьку.
Будинок, оформлений у стилі модерну, має асиметричну архітектурну композицію. Його фасад і причілок декоровані. Торець споруди — глухий.
Будівлю прикрашають ризаліт, гранчастий еркер і балкони різної форми. Круглий балкон на розі другого поверху спирається на конічну, вкриту ліпленими квітами консоль. На балконах — витончені металеві огорожі. Фасад орнаментований рослинним декором.
Між поверхами тягнеться широка біла смуга, яка зливається з лиштвою й наріжним орнаментом будинку. Вхід підкреслений ризалітом із вітражним вікном, над яким міститься жіночий маскарон. Над парадними дверима встановлено декоративну композицію з ірисів, характерних для стилю модерн квітів.
Під час будівництва використовували різні матеріали: камінь, тиньк, метал, скло, кахлі, дерево.
Флігель розташований у глибині подвір'я. Згодом його перебудували під гараж.
Сад (не зберігся) простягався до річки Глибочиця.

## Галерея

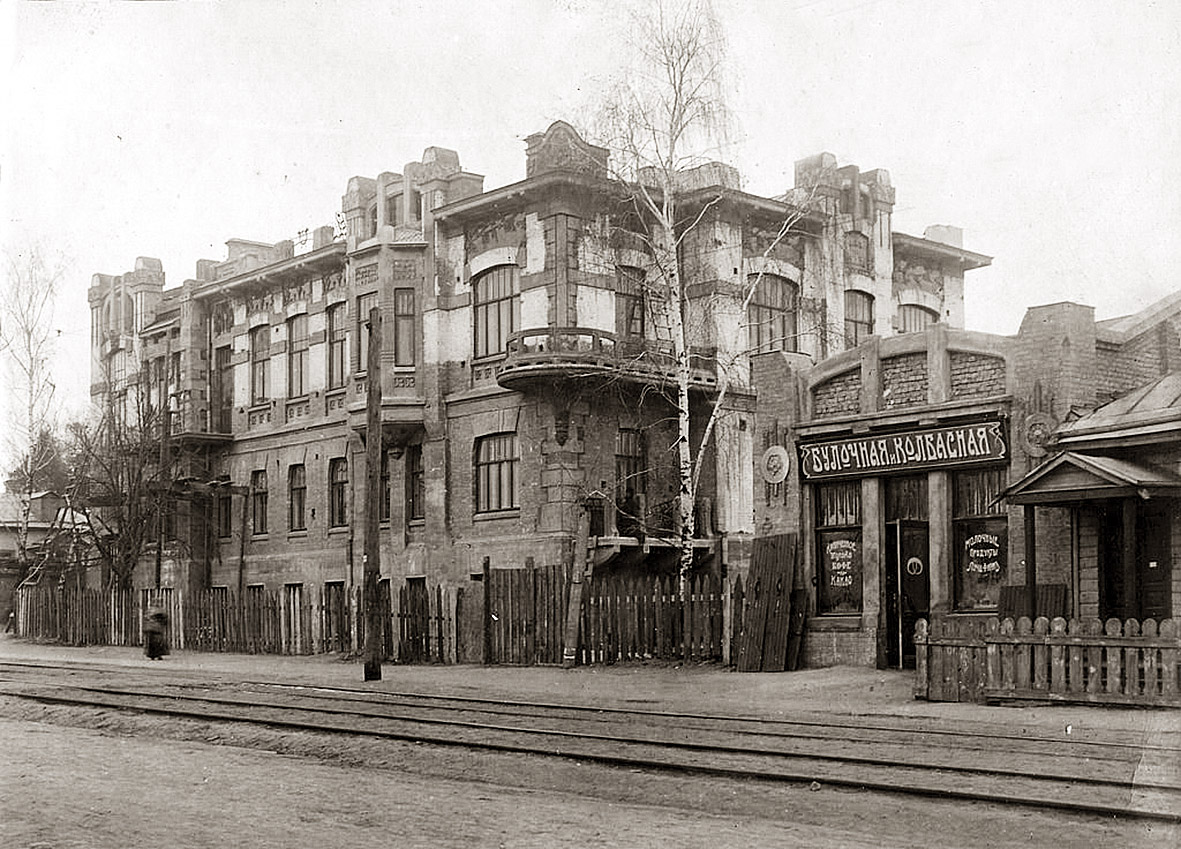
Будинок з ірисами, фото близько 1917
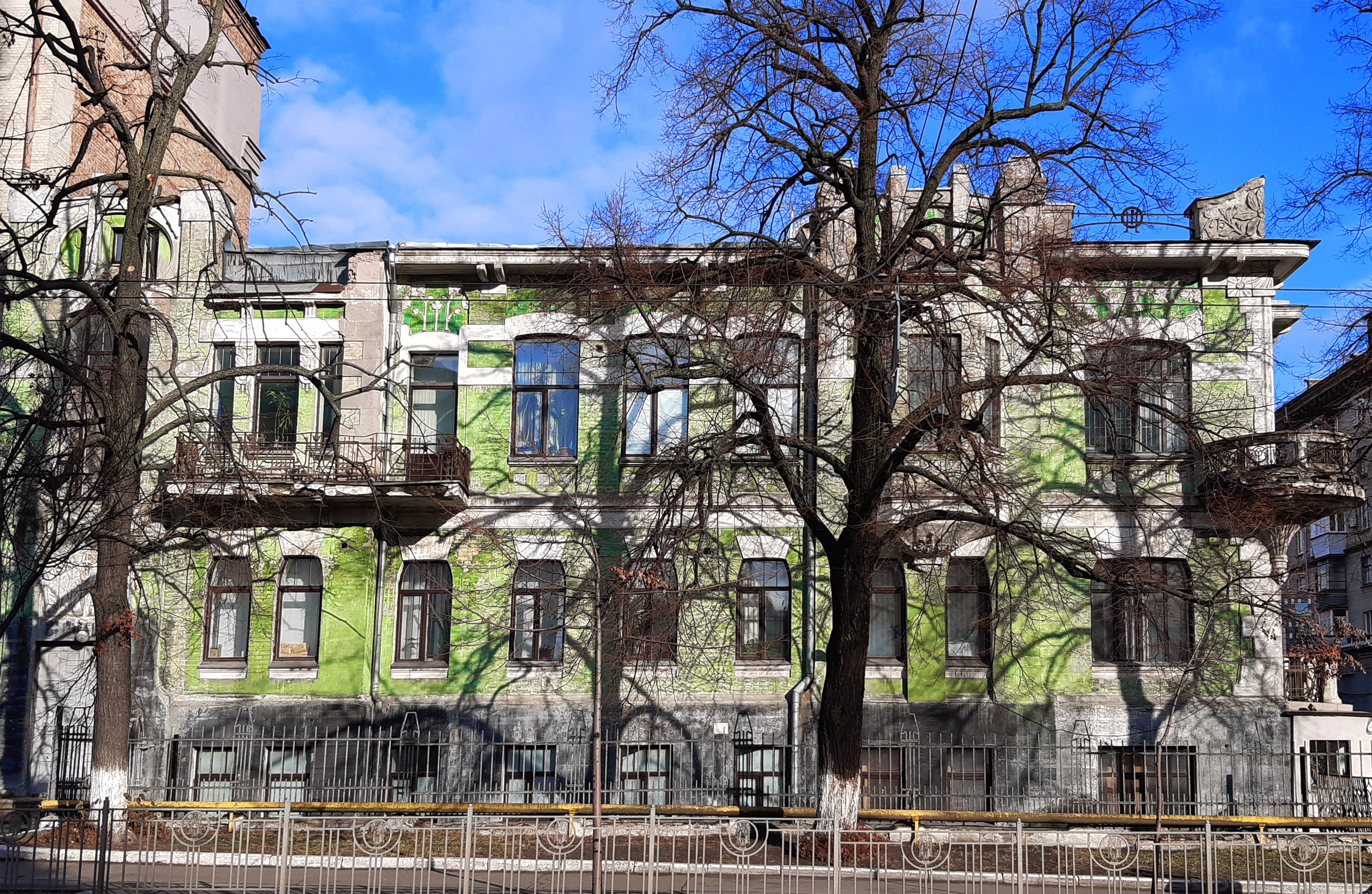
Будинок з ірисами, сучасний вигляд
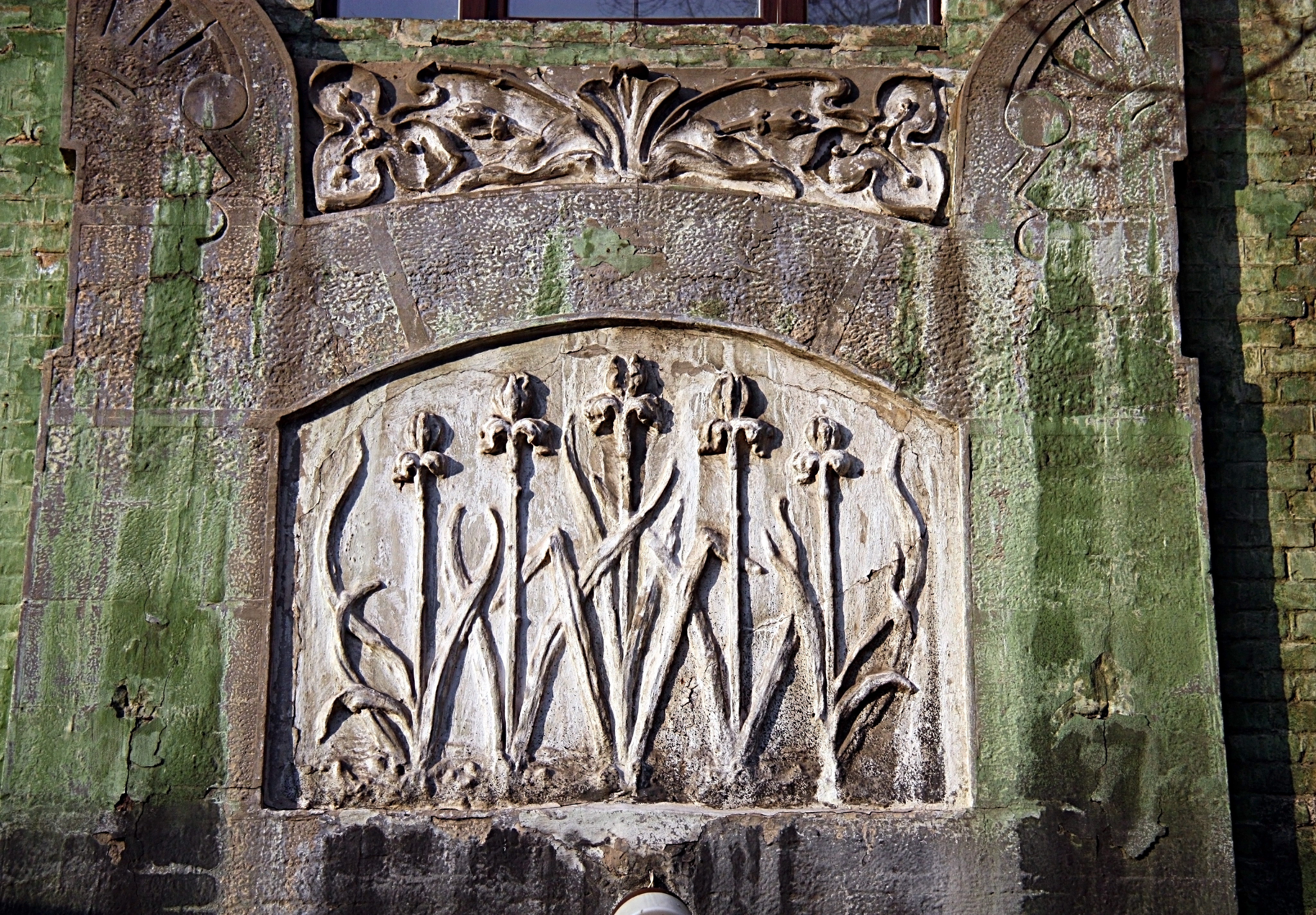
Декоративні півники (іриси) на фасаді
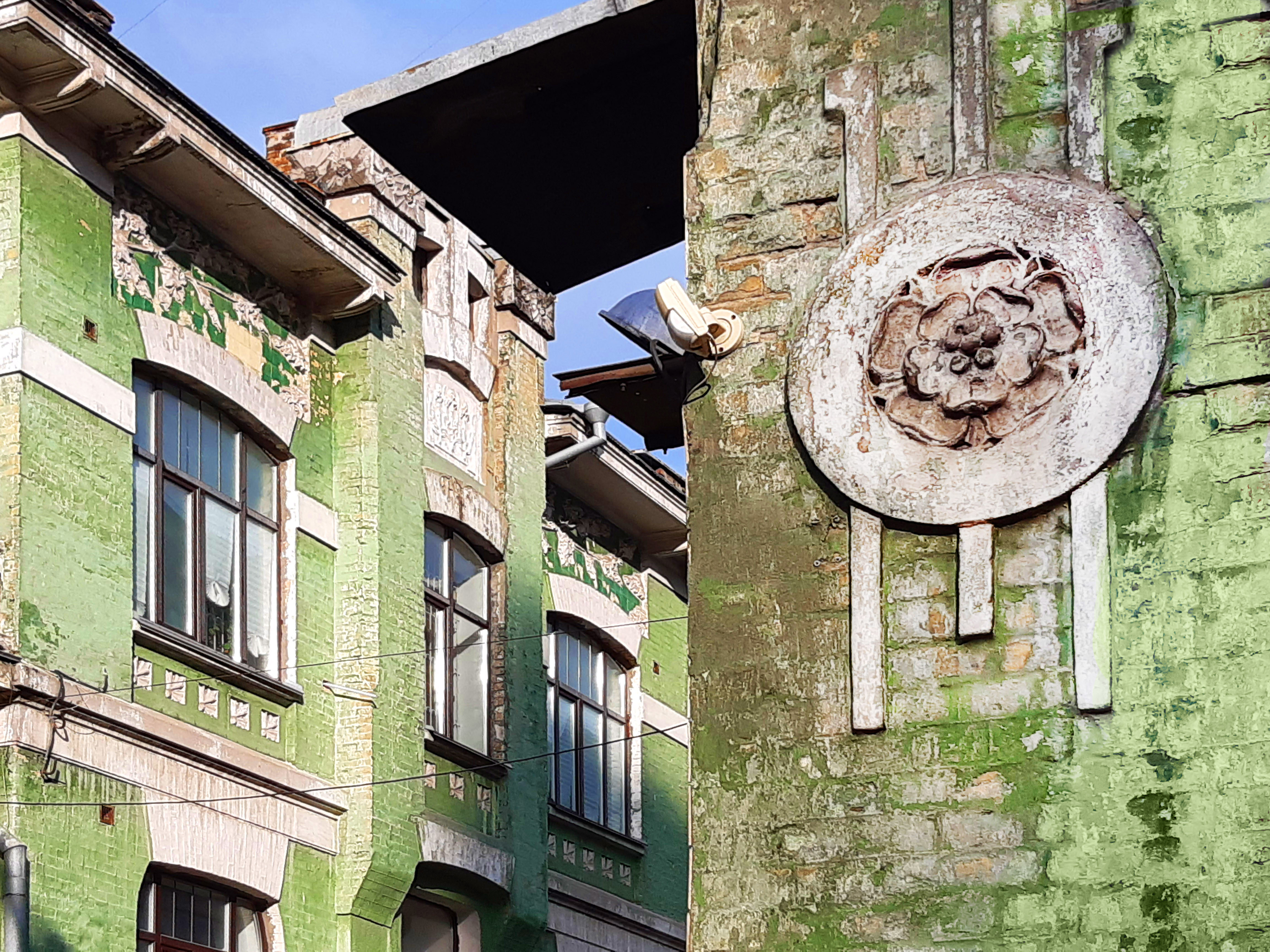
Декор
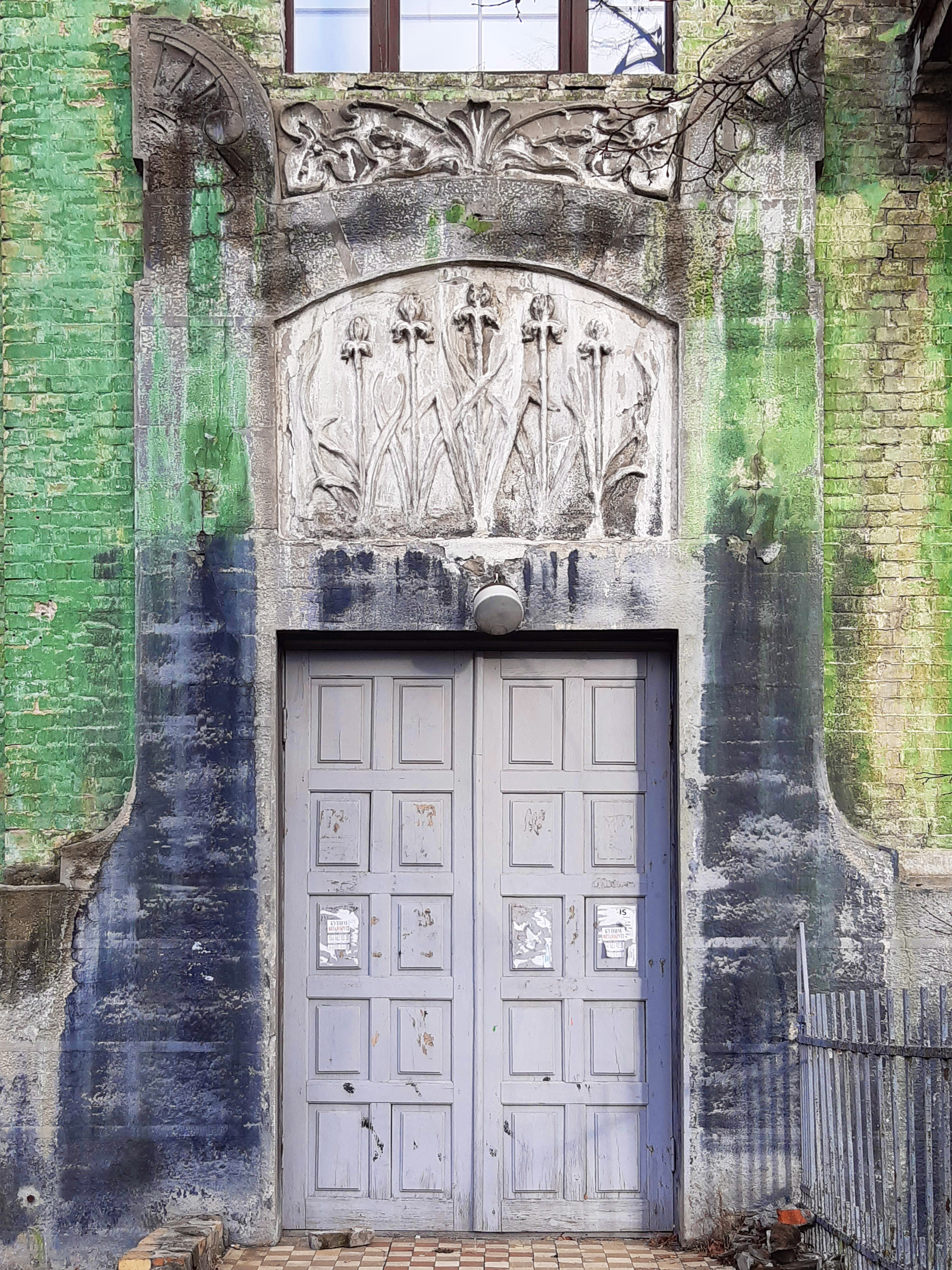
Вхід
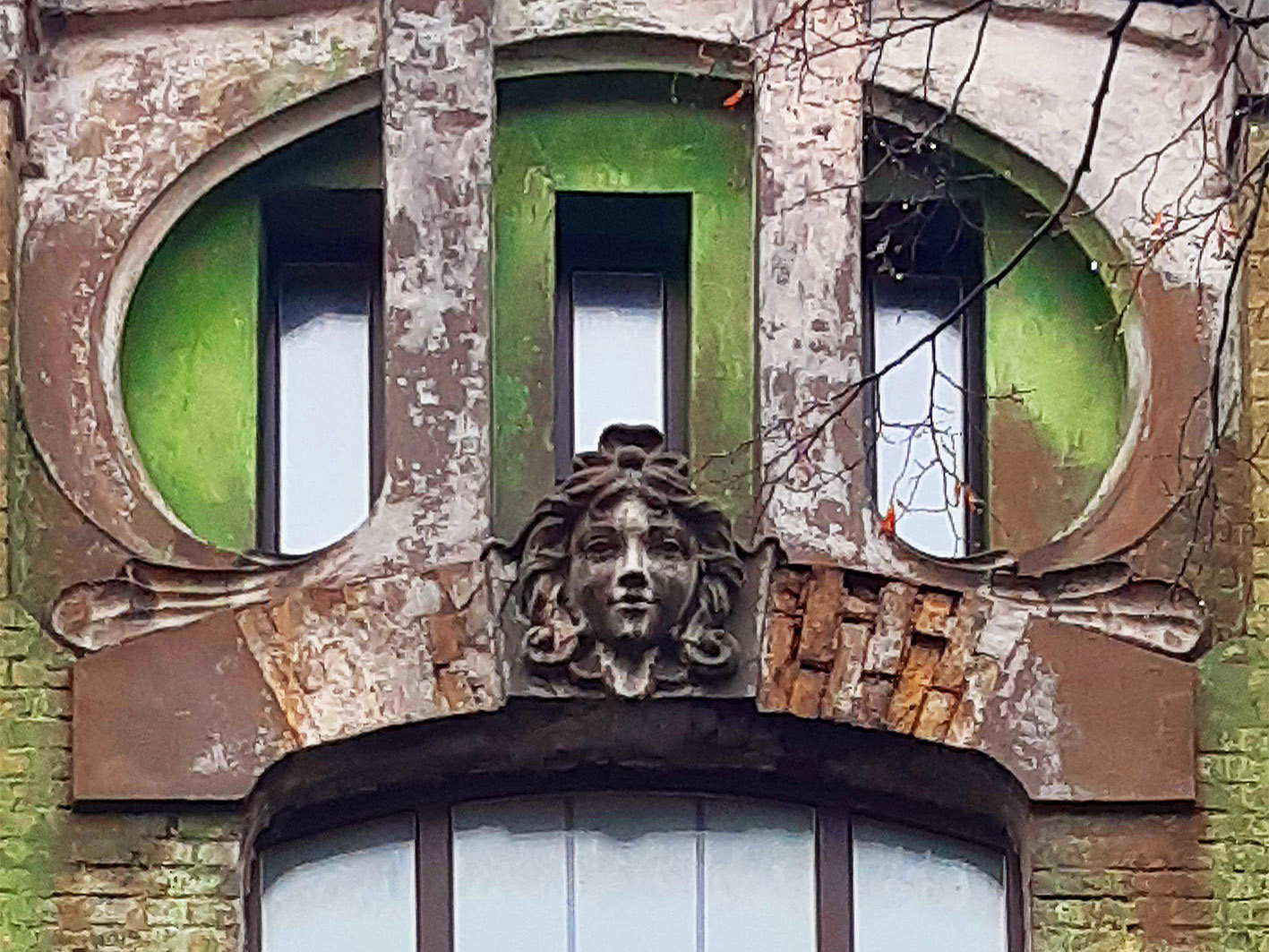
Маскарон над вікном
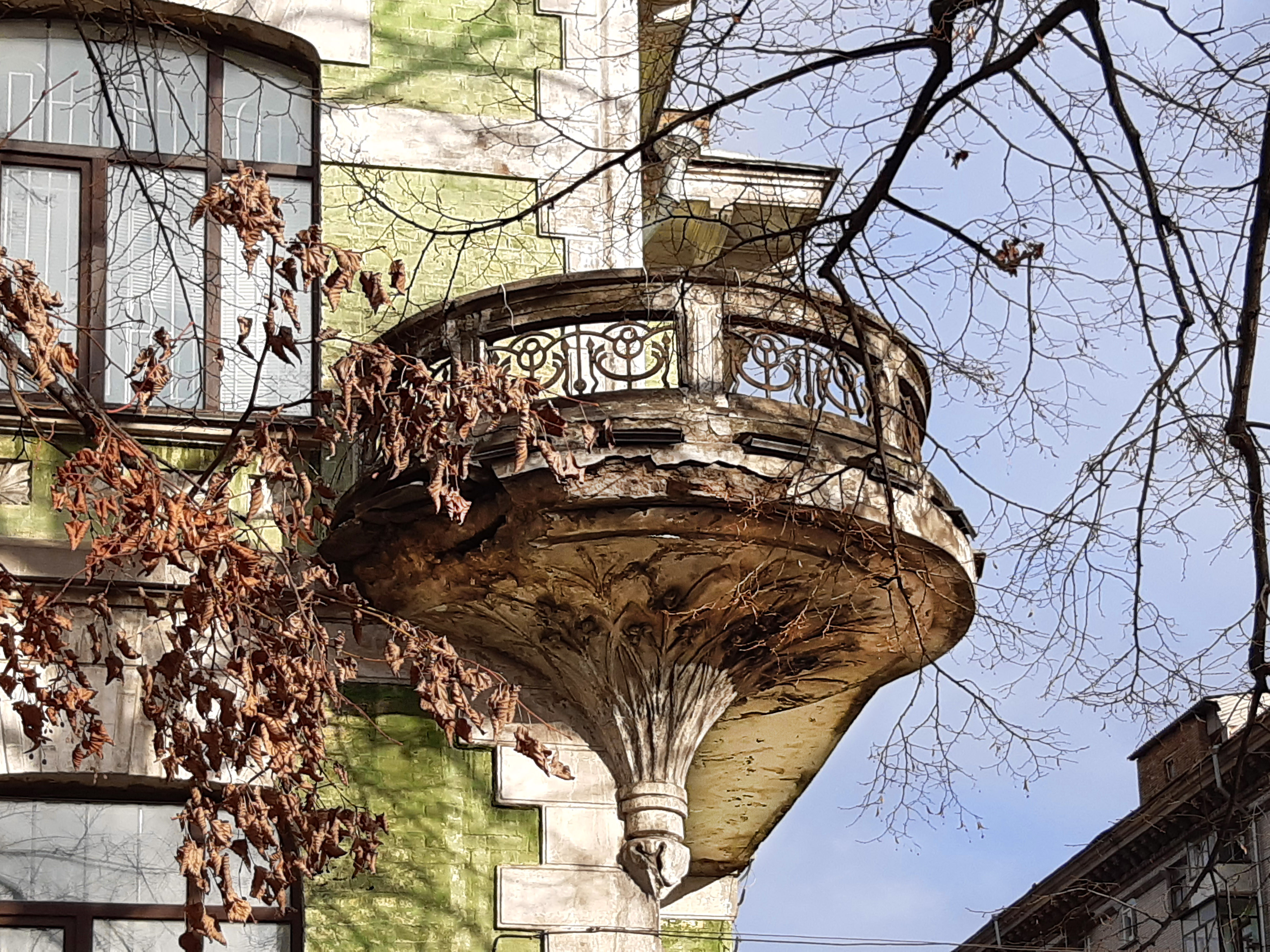
Балкон